# Сухумі (станція)
Сухумі — станція Абхазької залізниці на лінії Псоу — Очамчира. Розташована в столиці Абхазії місті Сухумі.

## Історія
Станція відкрита 1940 року під час прокладання залізниці від станції Інгурі. 1942 року, після завершення будівництва залізниці на ділянці Сухумі — Адлер, розпочався наскрізний рух потягів на всьому протязі Чорноморської залізниці. У постійну експлуатацію вона була прийнята лише у 1949 році і увійшла до складу Закавказької залізниці.
В середині 1950-х років побудовано сучасну будівлю залізничного вокзалу з квитковими касами, залом очікування та камерами зберігання. Станція електрифікована постійним струмом (= 3 кВ) у 1954 році.

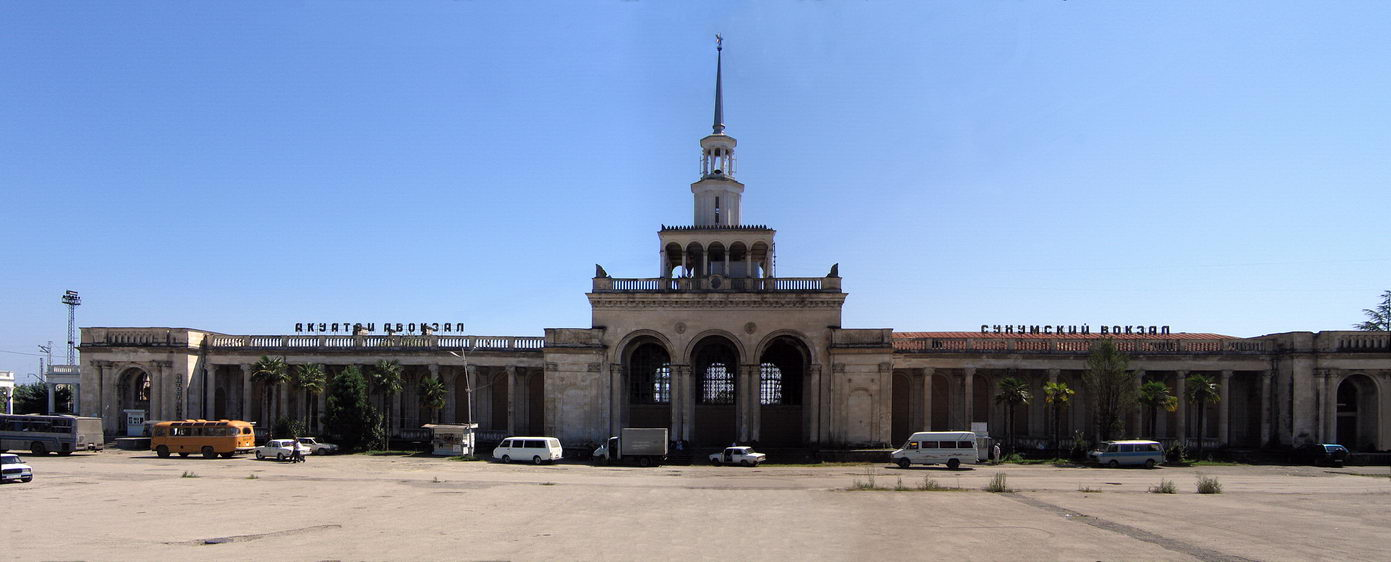
Вокзал станції Сухумі
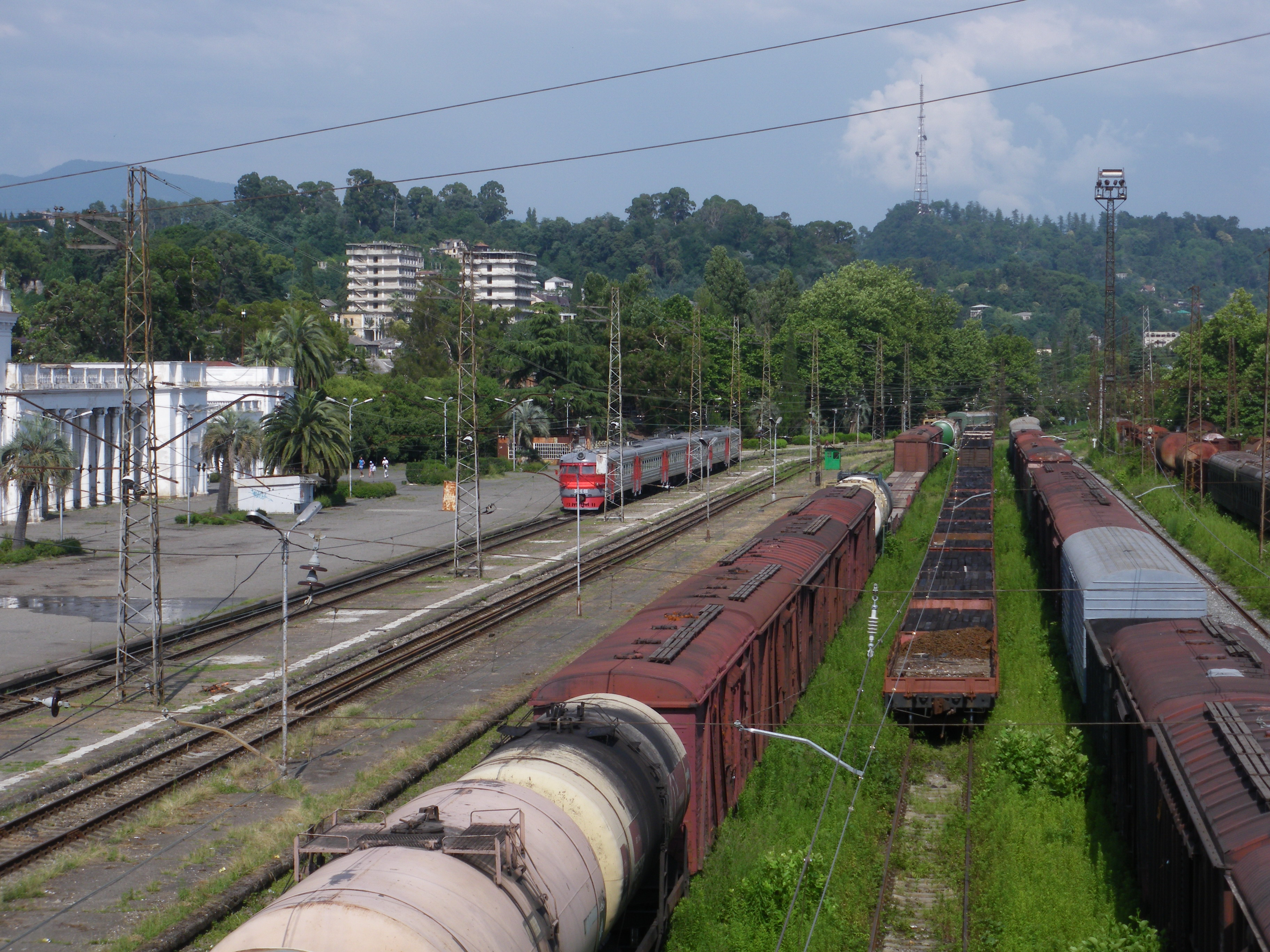
Панорама станції

В межах станції побудовано локомотивне депо ТЧ-1 «Сухумі» (до 1991 року — ТЧ-1 Закавказької залізниці, так як входила до її складу). Абхазьку ділянку обслуговувало Сухумське відділення Закавказької залізниці, а пізніше Самтредійське відділення Закавказької залізниці. На станції розташовувалося пасажирське вагонне депо ЛВЧД-1, моторвагонне та локомотивне депо «Сухумі». Пасажирські і вантажні потяги обслуговувались локомотивами ТЧ-1 «Сухумі» і локомотивним депо ТЧ «Самтредія» (Грузія).
| Рух потягів по станції Сухумі до 1992 року |                   |         |                          |
| №                                          | Маршрут руху      | №       | Маршрут руху             |
| Далеке сполучення                          |                   |         |                          |
| 13/14                                      | Москва — Тбілісі  | 183/184 | Ростов-на-Дону — Єреван  |
| 35/36                                      | Москва — Цхалтубо | 207/208 | Київ — Тбілісі           |
| 47/48                                      | Москва — Батумі   | 265/266 | Москва — Єреван          |
| 51/52                                      | Москва — Сухумі   | 267/268 | Москва — Тбілісі         |
| 55/56                                      | Москва — Єреван   | 545/546 | Санкт-Петербург — Сухумі |
| 121/122                                    | Москва — Сухумі   | 587/588 | Сочі — Єреван            |
| Приміське сполучення                       |                   |         |                          |
|                                            | Сочі — Сухумі     |         | Сухумі — Ткуарчал        |

В результаті збройного конфлікту (1992—1993) років рух потягів по станції Сухумі було повністю припинено. По закінченню бойових дій станція обслуговувала тільки дві пари приміських поїздів:
- Сухумі — Псоу (російсько-абхазький кордон);
- Сухумі — Очамчира.

Абхазька залізниця, як частина залізниці Грузіинської залізниці, що знаходиться поза контролем грузинського уряду і контролюється сепаратистською владою Абхазії утворена 1991 року. Складається з головної залізниці завдовжки 185 км вздовж Чорноморського узбережжя Кавказу і відгалуження до Акармара (біля Ткварчелі) — 36 км. Була з'єднана до 1992 року з Північно-Кавказькою залізницею і належала Грузинській залізниці, але в результаті війни в Абхазії (1992—1993) з Грузинською залізницею сполучення було припинено. Залізниця фактично перебуває у власності державної компанії (абх. Аҧсны Аиҳаамҩа, рос. Абхазская железная дорога), що не визнається грузинською владою.
5 грудня 2002 року через відновлений залізничний міст через річку Псоу пройшов перший електропоїзд Сухумі — Сочі. 2004 року на ділянці Абхазької залізниці від Псоу до Сухумі розпочалися повномасштабні відбудовні роботи, які виконувалися силами російських будівельних організацій. На період проведення ремонтних робіт рух електропоїздів припинявся.
10 вересня 2004 року Абхазькою залізницею пройшов перший потяг далекого сполучення, що складався з декількох вагонів безпересадкового сполучення Москва — Сухумі. Одночасно з цим поновився рух електропоїздів сполученням Сочі — Сухумі.

## Пасажирське сполучення
З 2008 року станція Сухумі обслуговує одну пару поїздів № 305/306 сполученням Москва — Сухумі.
| Рух поїздів по станції Сухумі |                          |                             |
| №                             | Маршрут руху             | Періодичність курсування    |
| 305/306                       | Москва — Сухумі          | Особливий графік, по числам |
| 479/480                       | Санкт-Петербург — Сухумі | Сезонного курсування        |
| 487/488                       | Самара — Сухумі          | Сезонного курсування        |
| 547/548                       | Москва — Сухумі          | Сезонного курсування        |

1 травня  2025 року відбувся запуск міжнародних електропоїздів між РФ та Абхазією № 925/926, № 929/930 сполученням Імеретинський Курорт — Сухумі, які курсують  щоденно та двічі на день. Час в дорозі складає близько 3,5 годин. Міжнародні  рейси здійснюються російськими чотирьохвагонними електропоездами ЕП2Д та ЕП2ДМ.
Розклад станом на 1 травня 2025 року:
- відправлення зі станції Імеретинський Курорт — о 10:35, 20:25;
- відправлення з Сухумі  — о 05:40, 16:20.

Передбачені зупинки на станціях Абаата, Гагрипш, Гагра, Бзибта, Гудаута, Псирцха, Новий  Афон.

## Галерея

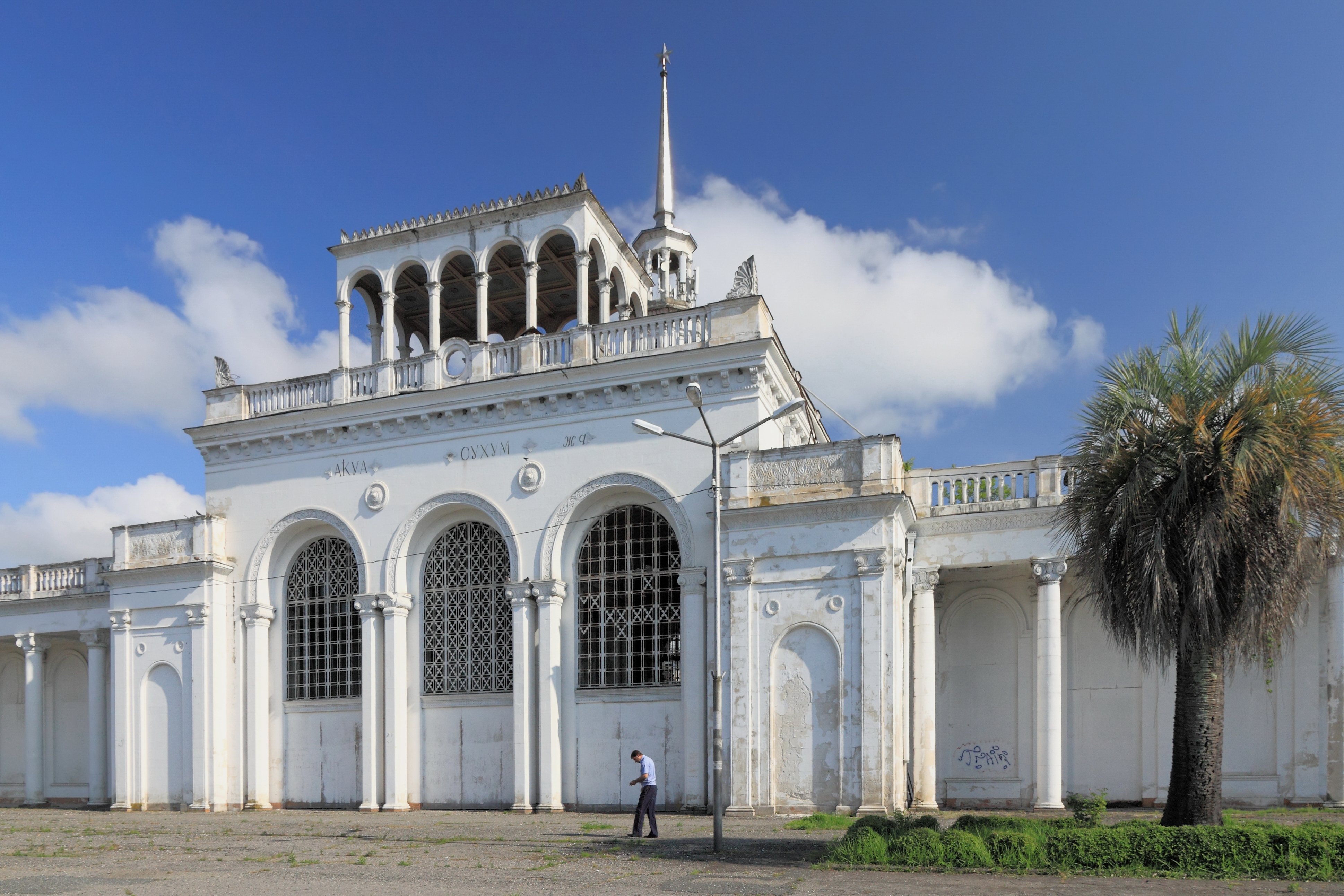
Залізничний вокзал (2014)
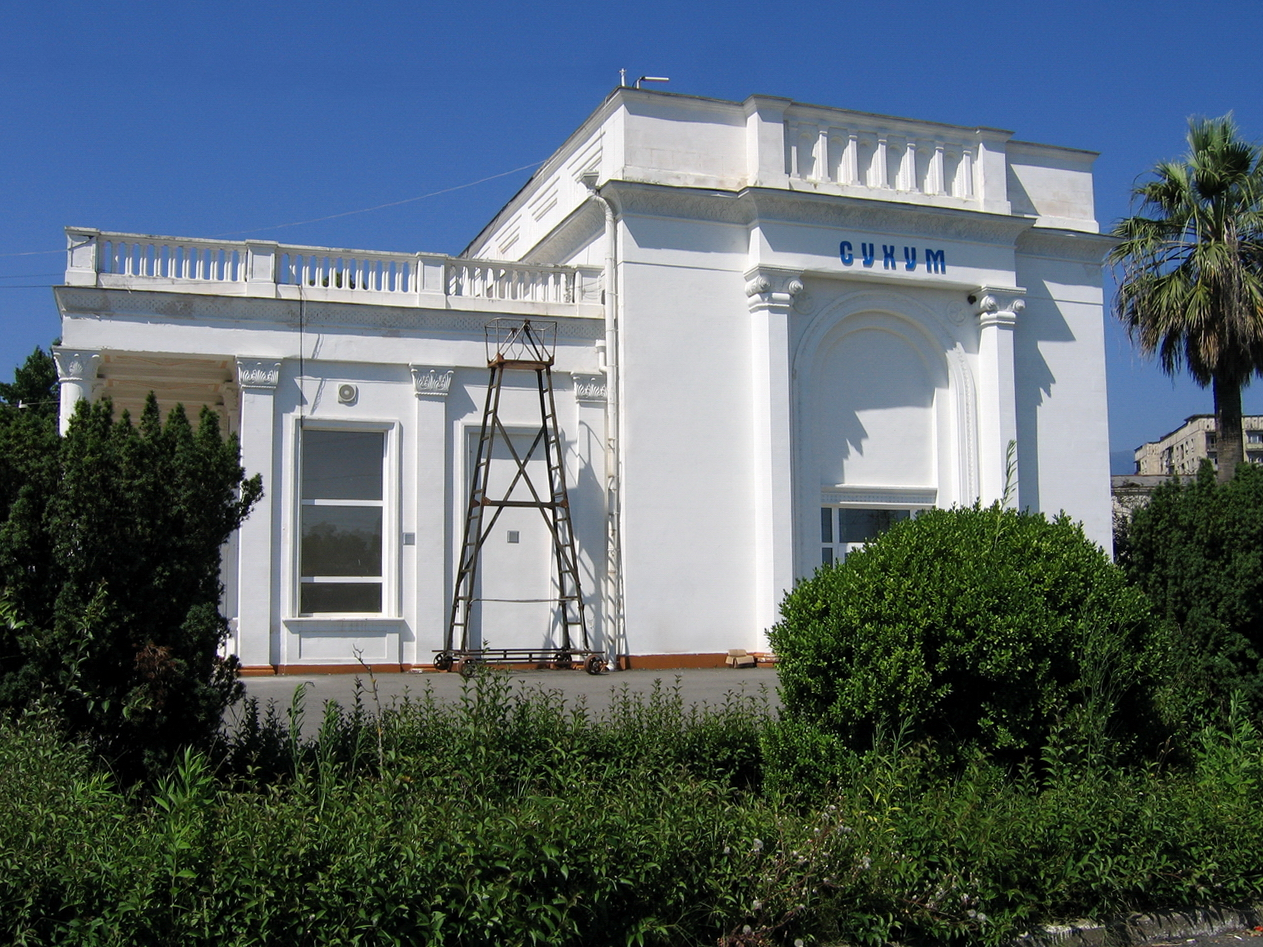
Станційна будівля
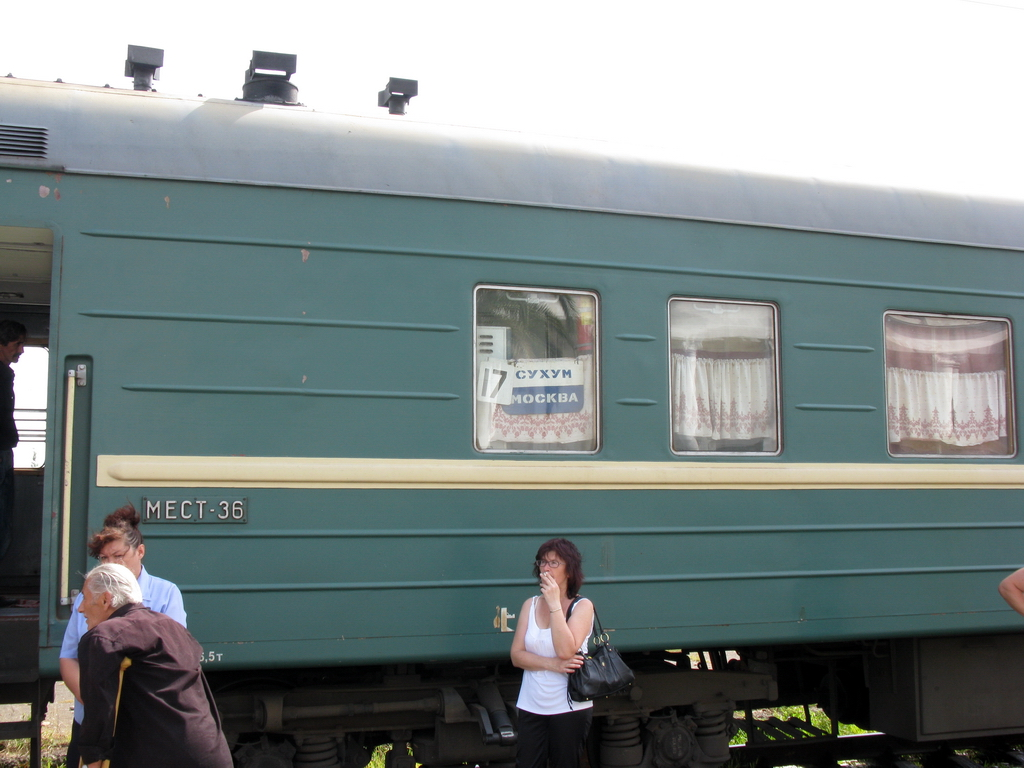
Потяг сполученням Москва — Сухумі